# Grave Miasma
Grave Miasma ist eine englische Death-Metal-Band aus London, die 2002 unter dem Namen Goat Molestör gegründet wurde.

## Geschichte
Die Band wurde im Jahr 2002 unter dem Namen Goat Molestör gegründet. Unter diesem Namen erschien das Demo Ancient Barbaric Assault und im Jahr 2005 die EP Realm of Evoked Doom. Nachdem sich die Gruppe 2006 in Grave Miasma umbenannt hatte, schloss sich im September 2009 die EP Exalted Emanation bei Sepulchral Voice Records an. Zudem hielt die Band Auftritte ab, unter anderem auch 2006 in Deutschland. Der Tonträger wurde später bei Nuclear Winter Records auf CD wiederveröffentlicht. Nach Auftritten in Europa (unter anderem 2010 auf dem Hole in the Sky Festival in Bergen und 2011 mit Necros Christos und Griftegård in Hamburg) und den USA, erschien im September 2013 das Debütalbum Odori Sepulcrorum. In Kanada erschien das Album im selben Jahr bei Profound Lore Records. Danach hielt die Gruppe weitere Auftritte ab und war 2014 auf dem Beyond the Gates Festival in Bergen vertreten. 2016 erschien die EP Endless Pilgrimage.

## Stil
In seiner Rezension zu Odori Sepulcrorum schrieb Robert Müller vom Metal Hammer, dass die Band zuvor noch unter dem alten Namen Goat Molestör eine primitive Mischung aus Death- und Black-Metal im Stil von Archgoat und Goatlord spielte. Auf diesem Album nun spiele die Band „bei allem sprachlich-lyrischen Okkultismus mit dem aktuellen Retro-Death Metal-Mainstream“. Gelegentlich erinnere die Gruppe auch an Sonne Adam und Paradise Lost. In der folgenden Ausgabe sagte Yoni „Y“ Ben-Haim, dass fast jedes Lied mit einem Ritual beginnt, das psychedelische Drogen involviere. Danach würden die einzelnen Lieder das Material bearbeiten, ehe die Feinabstimmung im Proberaum erfolge. Death’s Meditative Trance basiere auf einer Nahtoderfahrung bei der Einnahme der halluzinogenen Droge DMT (zugleich die Initialen des Liedtitels). Zudem verwende die Band auch oft Metaphern aus kabbalischen Werken. Im Interview mit Mandy Malon vom Rock Hard gab Ben-Haim an, dass das Lied Yama Transforms to the Afterlife von der EP Endless Pilgrimage auf dem Text der Katha-Upanishad basiert. Der Song stelle jedoch weniger seinen persönlichen Glauben dar, als vielmehr seine Interpretation des Texts. Eine Ausgabe zuvor hatte Sebastian Schilling die EP rezensiert, auf der okkulter Death Metal zu hören sei. Die Gruppe verwende gewöhnliche Riffs und habe nachvollziehbarere und griffigere Songs, ohne dass jedoch ein bleibender Eindruck hinterlassen werde.

## Diskografie
als Goat Molestör
- 2003: Ancient Barbaric Assault (Demo, Eigenveröffentlichung)
- 2004: Black Metal Terror over London (Split mit Fluisterwoud, Niroth und The One, Todestrieb Records)
- 2005: Black Mass Desecration / Ancient Barbaric Assault (Split mit Necros Christos, Time Before Time Records)

als Grave Miasma
- 2009: Exalted Emanation (EP, Sepulchral Voice Records)
- 2010: Realm of Evoked Doom (EP, Nuclear Winter Records)
- 2013: Odori Sepulcrorum (Album, Sepulchral Voice Records)
- 2016: Endless Pilgrimage (EP, Sepulchral Voice Records)
- 2021: Abyss of Wrathful Deities (Album, Sepulchral Voice Records)